# Presidente Venceslau
Presidente Venceslau est une municipalité brésilienne de l'État de São Paulo et la Microrégion de Presidente Prudente.
Elle est nommée d'après Venceslau Brás, président du Brésil de 1914 à 1918. 